# North Kingstown
North Kingstown es un pueblo ubicado en el condado de Washington en el estado estadounidense de Rhode Island. En el año 2000 tenía una población de 26,326 habitantes y una densidad poblacional de 233 personas por km².

## Geografía
North Kingstown se encuentra ubicada en las coordenadas 41°34′50″N 71°27′14″O / 41.58056, -71.45389. Según la Oficina del Censo, la ciudad tiene un área total de 151,1 km² (58,3 mi²), de la cual 112,9 km² (43,6 mi²) es tierra y 38,2 km² (14,7 mi²) (25.28%) es agua.

## Demografía
Según la Oficina del Censo en 2000 los ingresos medios por hogar en la localidad eran de $60,027, y los ingresos medios por familia eran $69,559. Los hombres tenían unos ingresos medios de $20,668 frente a los $18,399 para las mujeres. La renta per cápita para la localidad era de $28,139. Alrededor del 16.1% de la población estaban por debajo del umbral de pobreza.